# Sydney Battersby
Thomas Sydney Battersby (Platt Bridge, 18 novembre 1887 – Sydney, 3 settembre 1974) è stato un nuotatore britannico.

## Palmarès

### Olimpiadi
- Argento a Londra 1908 nei 1500 metri stile libero.
- Bronzo a Stoccolma 1912 nella staffetta 4x200 metri stile libero.